# Бенідорм
Бенідорм (валенс. Benidorm, ісп. Benidorm) — місто та муніципалітет в Іспанії, у складі автономної спільноти Валенсія, у провінції Аліканте. Населення — 69 738 осіб (2022).

## Географія
Муніципалітет розташований на відстані близько 370 км на південний схід від Мадрида, 37 км на північний схід від Аліканте.
Бенідорм — центр туризму, відпочинку та розваг на узбережжі Коста-Бланка. Один з найпопулярніших курортів Іспанії для середнього класу.
У листопаді 2015 року у місті відбувся Чемпіонат світу з культуризму, в категорії до 70 кг перемогу здобув Роман Ющенко.

## Демографія
Динаміка населення (INE ):

## Галерея зображень

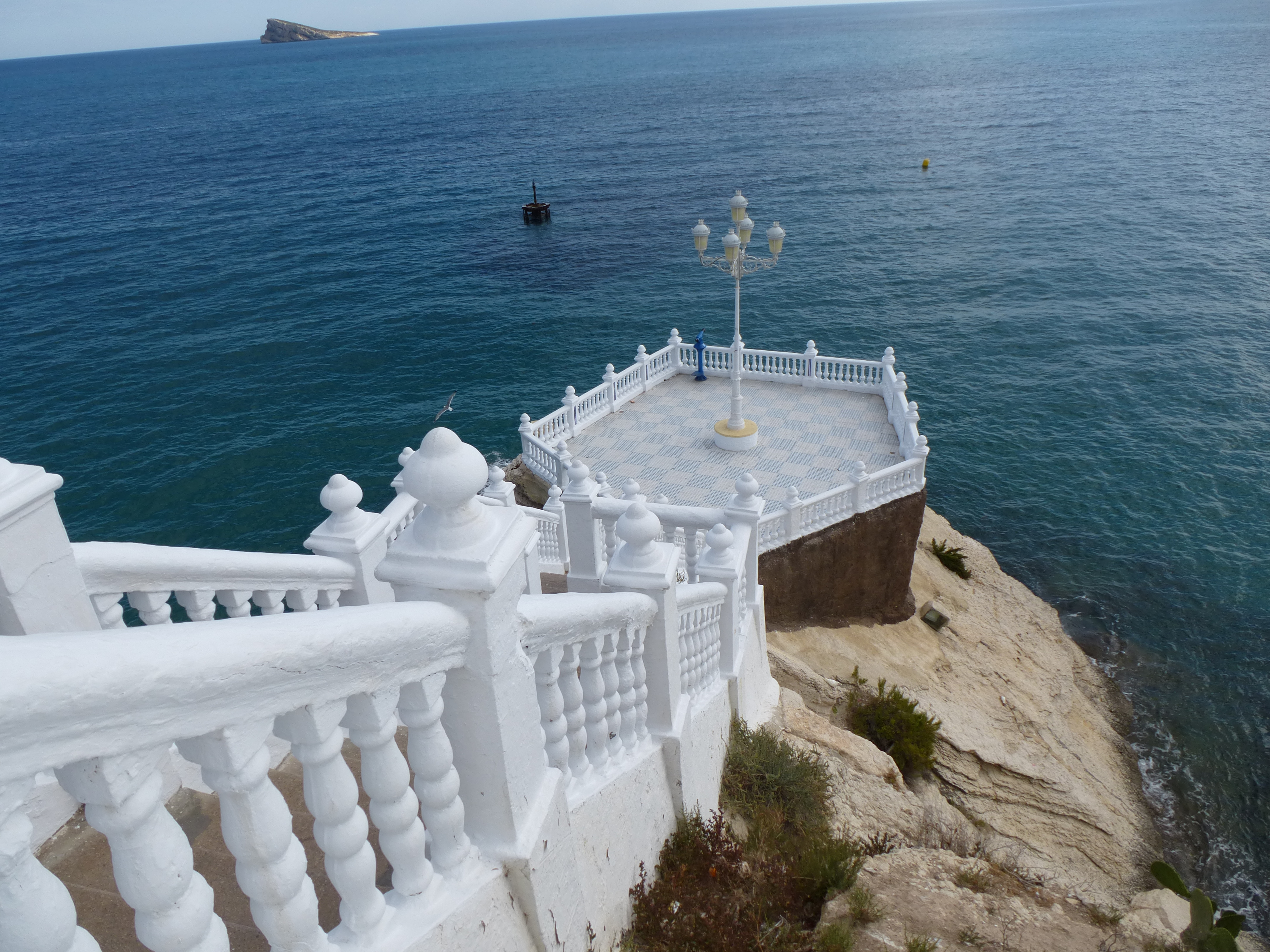
«Балкон» Середземного моря

«Балкон» Середземного моря

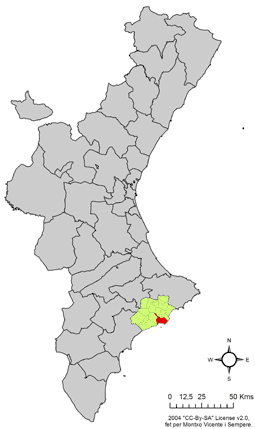
Розташування муніципалітету Бенідорм у автономній спільноті Валенсія
Розташування муніципалітету Бенідорм у комарці Маріна-Баха
- Сьєрра-Елада і Бенідорм
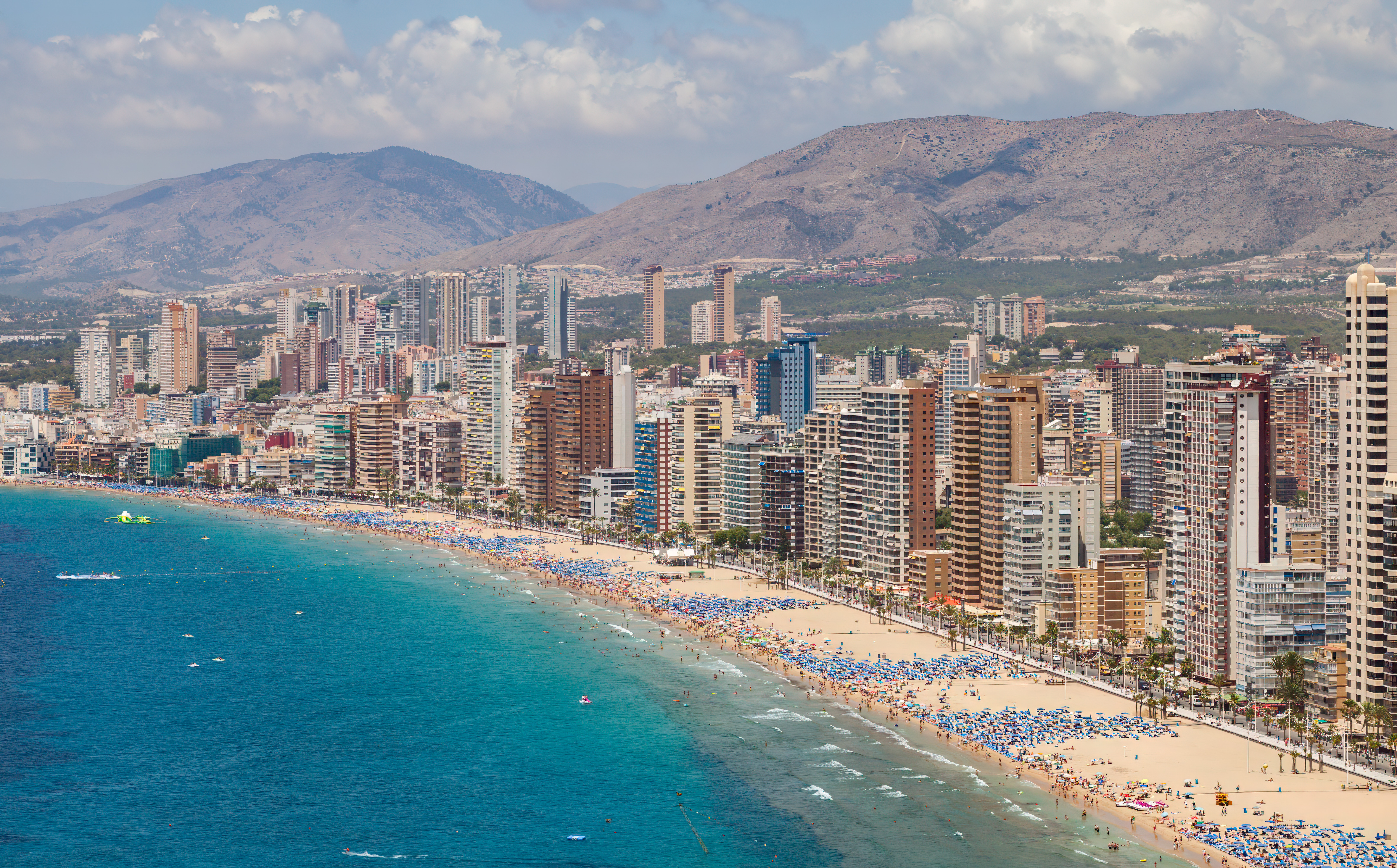
Бенідорм
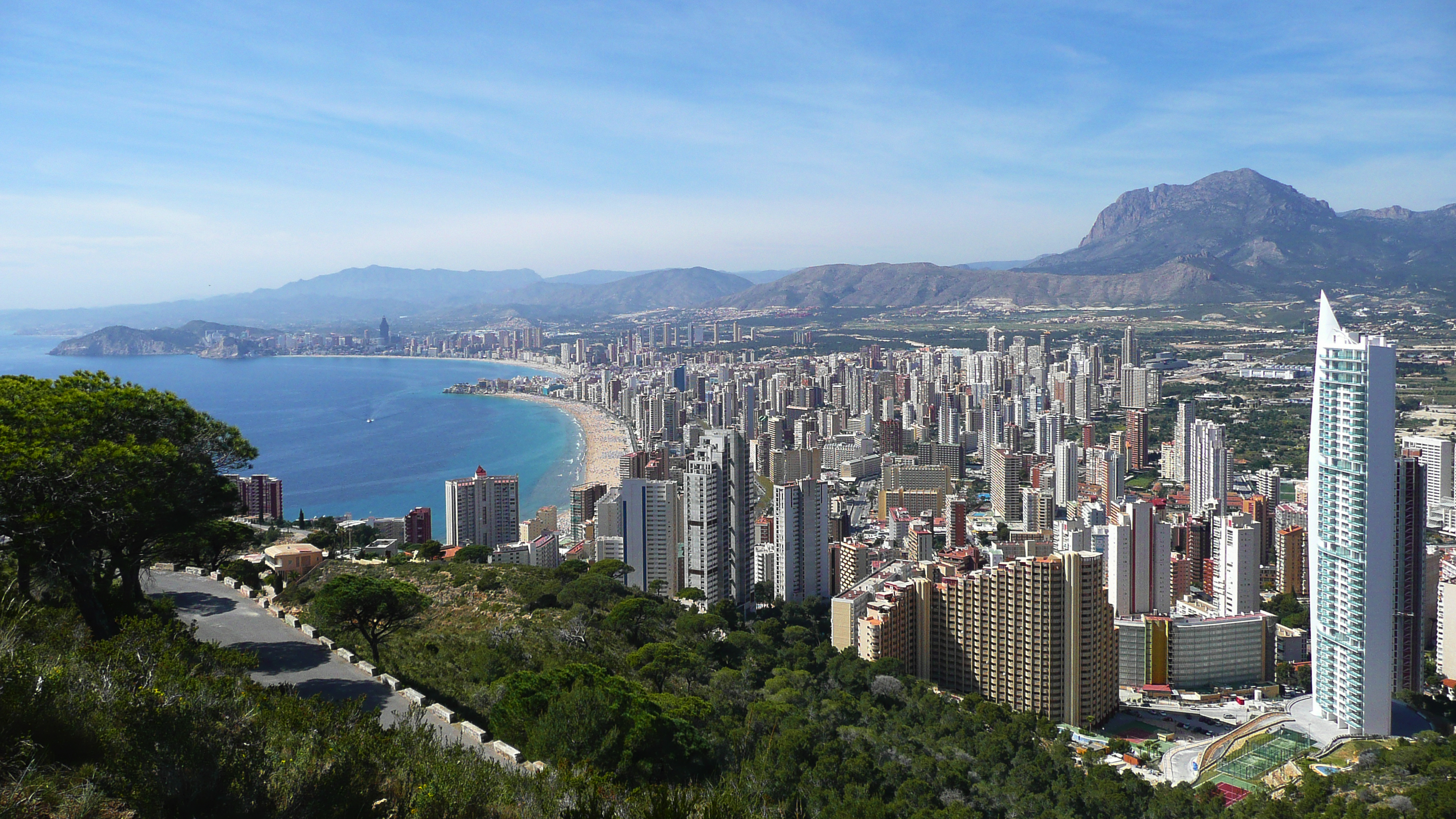
Бенідорм
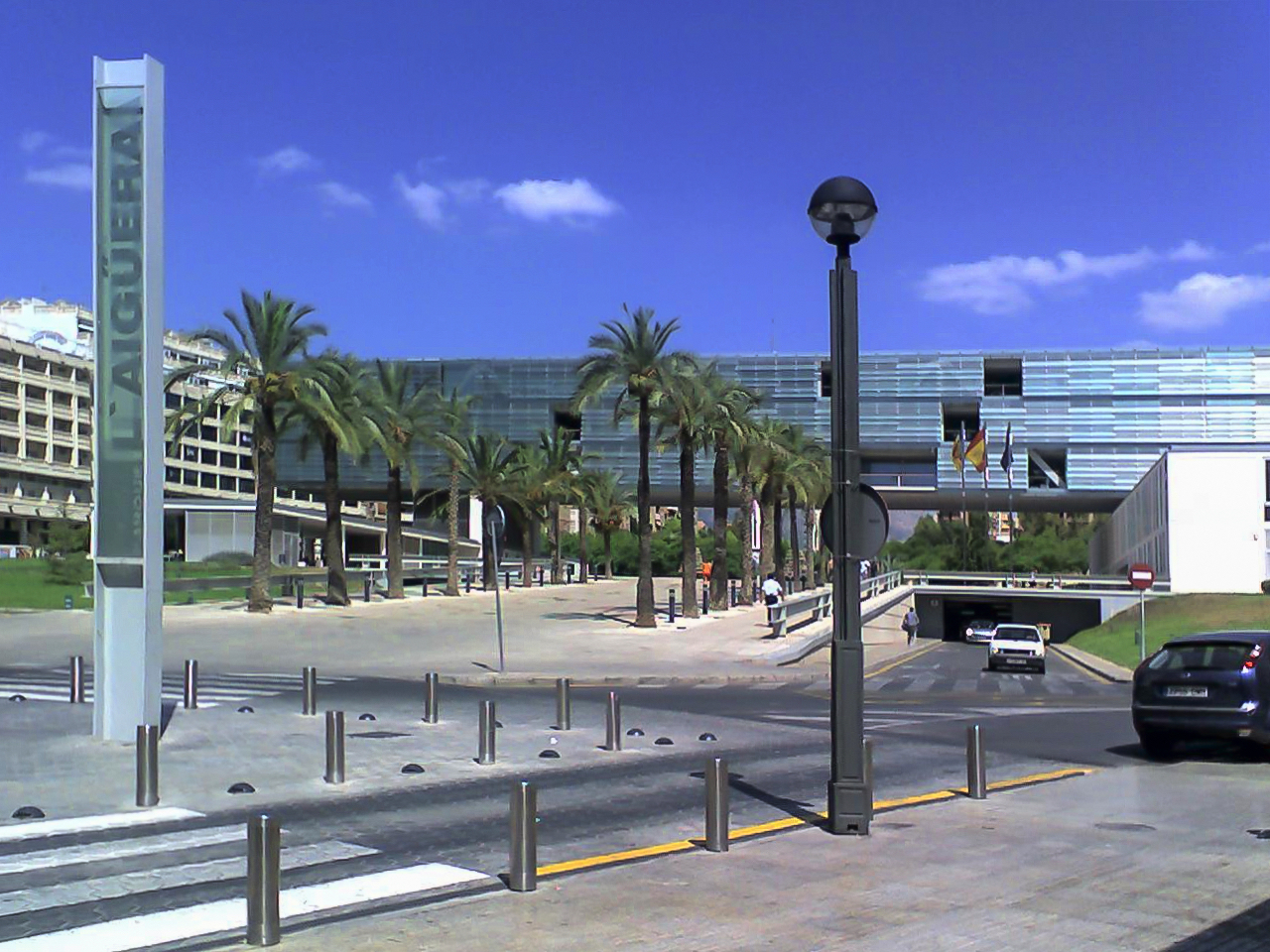
Муніципальна рада
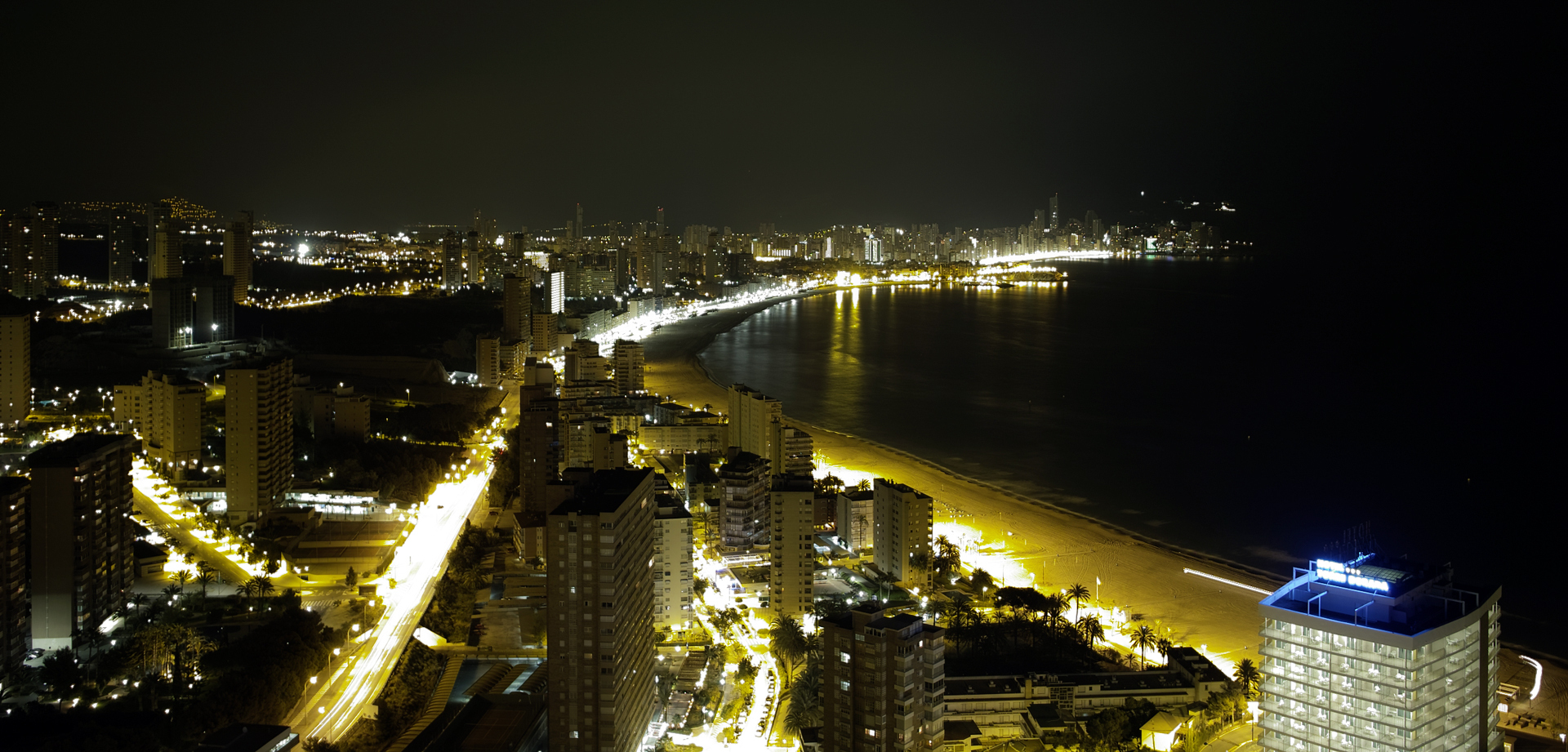
Бенідорм